# Немет, Абрахам
Абрахам Немет (англ. Abraham Nemeth; 16 октября 1918 — 2 октября 2013) — американский математик и изобретатель. Он был Профессором Математики в Университете Детройта Милосердия в Детройте и Мичигане. Немет был слепым, стал наиболее известен благодаря разработке системы для слепых людей читать и писать математику (Код Немета). Абграхам был одаренным ребенком и научился играть на пианино, используя музыкальные книги Брайля. Он был невероятно увлечен тем, что позднее назвал "красотой математики."

## Биография

### Детство и юность
Немет родился 16 октября 1918 года в Нью-Йорке в Нижнем Ист-Сайде (Манхэттен) в большой семье венгерских еврейских эмигрантов, которые владели идишем. Он был слепым от рождения вследствие сочетания макулярной дегенерации и пигментного ретинита.
Сначала он посещал общественные школе, но получил большую часть начального и среднего образования в школе Еврейской Гильдии для Слепых в Йонкерсе, Нью-Йорк.

### Высшее образование
Абрахам получил высшее образование в Бруклинском колледже, где изучал психологию. В течение его студенческих лет, в 1930-х, ему неоднократно отказывали выбирать математику, как его основную специализацию.
В то время считалось, что слепой человек не сможет следить за уравнениями и решениями, написанными на доске.
Несмотря на то, что он не мог найти работу психолога после выпуска в 1940 году, ему посоветовали сделать себя более профессионально компетентным, получив степень магистра. В 1942 году он окончил Колумбийский университет со степенью Магистра Искусств по Психологии.
Однако даже высшая степень из такого престижного заведения, как Колумбийский Университет, не помогла ему найти работу в этой сфере.

### Последующая жизнь
В 1944 году он женился на Флоренс Вайсман.
Все еще безработному, ему было поручено несколько заданий от Американского Фонда для Слепых, включая шитье подушечных наволочек на заводе, загрузка ящиков в грузовики, и счет граммофонных иголок в конвертах.
Мотивированный разговорами, он бросил свою дневную работу и начал работать над докторатом по математике в Колумбийском университете.
Немет начал посещать вечерние классы математики, придумывая свой собственный сокращенный способ делать расчёты.
Он также волонтёрствовал как репетитор Высшей Математики для демобилизованных солдат после Второй мировой войны.
Абрахам начал неформально делиться своими символами с другими, и код быстро распространялся и принимался.
В 1950 году он презентовал шрифт в Американском Совместном Едином Комитета Брайля.
В середине 1950-х, Код Немета был принят национальными группами и включен к книгам, предоставляя изобретателю новый уровень карьеры.
В 1955 году Немет был приглашен в Университет Детройта преподавать математику зрячим студентам, используя мел. Он продолжал преподавать до выхода на пенсию в 1988 году.
Немет продолжал работать над кодом и во время отставки. Он был активным членом Еврейской организации из детства и от выхода на пенсию занимался транскрибированием ивритских молитвенников в Брайль.
Он также вёл активную деятельность в Национальной Федерации Слепых. Он написал несколько коротких историй и выступал для НФС, рассказывая о своей жизни слепого математика.
В феврале 2006 года он пережил сердечный приступ, но выздоровел, и достаточно хорошо себя чувствовал, чтобы посетить НФС конвенцию Июня 2006 и получить награду Льюиса Брайля.
9 июля 2009 года, он был награжден Премией Джейкоба Болотина (выдвинут НФС как сополучатель).

## Разработка Кода
Несмотря на то, что его математические навыки улучшались, он понял, что шрифт Брайля не даст ему большего. Ему было слишком легко спутать цифры и буквы в определенных случаях и слишком обременительно постоянно уточнять. Чем более усложненной становилась математика, тем более становился ограниченным шрифт Брайля.
В противовес советам от академических советников, он начал играть с шеститочечными ячейками, что является основой Брайля. В конце 1940-х, работая в почтовом отделении Американского Фонда для Слепых (и играя на пианино в Бруклинском баре для дополнительных средств), он придумал как можно модифицировать шрифт Брайля для математических нужд. Он сделал символы для основных операций: сложения и вычитания, а также для сложностей дифференциального исчисления. Он даже разработал логарифмическую линейку Брайля.
Это было намного сложнее, чем просто создать цифры от нуля до девяти. Доктор Немет сначала сам должен был понять математику на профессиональном уровне, после того ему нужно было преобразовать язык математики в единую систему, которая будет понятна на ощупь в Брайлевой системе рельефных точек. В математике используются сотни символов с целью обозначения дробей и квадратных корней, указывать умножение, деление и множество других функций и формул. Каждый из них нуждался в Брайлевском эквиваленте.
В Американском Фонде для Слепых, Абрахам Немет познакомился с другим слепым человеком, Клиффордом Витчером, также исключением эпохи, который пришел к Эйбу (сокращенно от Абрахам) в нужде таблицы интегралов.
"У меня есть таблица," — сказал Немет. — "Но это мой личный код. Ты не сможешь ее прочитать."
Витчер убедил Немета научить его этому коду и мгновенно его полюбил. Как оказалось, Клифф Витчер работал в Комитете и пригласил Немета приготовить отчет для этого комитета для осмотра. Он сделал свой отчет однажды утром 1951 года и уже после обеда Код Немета, как он был сразу, и навечно, названный, был единогласно принят.